# إينات ويلف
إينات ويلف (بالعبرية: עינת וילף، من مواليد 11 ديسمبر 1970). هي سياسية إسرائيلية سابقة شغلت منصب عضو في الكنيست لحزب الاستقلال وحزب العمل.

## سيرة شخصية
ولدت ويلف في القدس وترعرعت في عائلة عمالية صهيونية. درست في المدرسة العبرية الثانوية. أكملت خدمتها العسكرية بصفتها ضابطة استخبارات في الوحدة 8200 برتبة ملازم. ثم التحقت بجامعة هارفارد، وحصلت على درجة البكالوريوس في الحكومة والفنون الجميلة، قبل أن تحصل على ماجستير إدارة الأعمال من كلية إنسياد في فرنسا، ثم دكتوراه في العلوم السياسية من كلية ولفسون، جامعة كامبريدج.
تزوجت ويلف من الصحفي والتلفزيون الألماني ريتشارد جوتجار في عام 2007. وأنجبت ابنهما في عام 2010.
تصف ويلف نفسها بأنها صهيونية وملحدة.

## عملها السياسي والتجاري
عملت ويلف مستشارًا للسياسة الخارجية لنائب رئيس الوزراء شيمون بيريز، ومستشارًا استراتيجيًا مع شركة ماكينزي وشركاه في مدينة نيويورك وشريكًا عامًا في شركة كور كوربوريت فينتشر كابيتال في إسرائيل. عند عودتها إلى إسرائيل، عملت ويلف كزميلة أولى في معهد تخطيط سياسة الشعب اليهودي وكاتبة عمود أسبوعي في صحيفة إسرائيل هايوم اليومية. كما قامت ويلف بتدريس ريادة الأعمال الاجتماعية في كلية سابير، بالإضافة إلى كونها ضيفًا متكررًا في البرامج الحوارية الإذاعية والتلفزيونية الإسرائيلية وعضو في اللجنة التوجيهية للمؤتمر الرئاسية.
في عام 2007، ترشحت لرئاسة المؤتمر اليهودي العالمي. ومع ذلك، انسحبت قبل التصويت الفعلي، وانتخب رونالد لودر رئيسًا.
كعضو في حزب العمل الإسرائيلي، تم وضع ويلف في المرتبة 39 على قائمة الحزب لانتخابات عام 2003، لكنها فشلت في الفوز بمقعد. فازت بالمركز الرابع عشر في قائمة الحزب في انتخابات الكنيست لعام 2009. على الرغم من أن حزب العمل فاز بـ 13 مقعدًا فقط، فقد دخلت ويلف الكنيست في 10 يناير 2010 كبديل لأوفير بينس-باز، الذي تقاعد من السياسة. ومع ذلك، في يناير 2011 كانت واحدة من خمسة أعضاء كنيست تركوا الحزب لتأسيس حزب الاستقلال الجديد تحت قيادة إيهود باراك. خسرت مقعدها في الكنيست في يناير 2013 عندما اختار الحزب عدم خوض الانتخابات.

## الأعمال المنشورة
- إسرائيل بلدي، جيلنا، BookSurge Publishing (2007) ،ISBN 1-4196-5913-8
- العودة إلى الأساسيات: الطريق لإنقاذ التعليم في إسرائيل (بدون تكلفة إضافية)، يديعوت أحرونوت (أبريل 2008)
- الجهات الفاعلة العالمية والسياسة العالمية: قضية حملة المؤتمر اليهودي العالمي ضد البنوك السويسرية (أطروحة، كامبريدج 2008) كامبريدج، المملكة المتحدة.
- ندوة حول إرث رابين، فهم، خريف 2015
- الفوز في حرب الكلمات: مقالات عن الصهيونية وإسرائيل، منصة النشر المستقلة CreateSpace (3 نوفمبر 2015)، ISBN 978-1515072973
- بيت صهيون لبيري أندرسون: ندوة، فهم، ربيع 2016
- سرد قصتنا: مقالات عن الصهيونية والشرق الأوسط والطريق إلى السلام، منصة النشر المستقلة CreateSpace (19 مارس 2018)، ISBN 978-1515072973
- حرب العودة، Kinneret Zmora-Bitan Dvir (2018) ،ISBN 978-9-655-66700-4